# 野中悠樹
野中 悠樹 （のなか ゆうき、1977年12月10日 - ）は、日本のプロボクサー。兵庫県尼崎市出身。第29代・第36代日本スーパーウェルター級王者。第27代OPBF東洋太平洋スーパーウェルター級王者。第51代OPBF東洋太平洋ミドル級王者。元WBOアジアパシフィックミドル級王者。第19代OPBF東洋太平洋スーパーミドル級王者。史上3人目のOPBF男子3階級制覇王者。尼崎ボクシングジム所属だったが仲里・ATSUMIボクシングジムに移籍し、2012年12月の仲里・ATSUMIボクシングジムの分裂により渥美ボクシングジムに所属となり、井岡弘樹ボクシングジムの後に、渥美ジム復帰し、現在はミツキボクシングジム所属。2024年11月時点、国内では恵良敏彦に次いで第2位の現役高齢選手であり、男子プロボクサーとしては歴代最高齢王座奪取記録を持つ。

## 来歴
高校卒業後、バイクでの事故をきっかけにボクシングを始め、アマチュアでは2戦2勝でプロへと転向する。
1999年11月22日、神戸市でプロデビュー戦に1回KO勝ちを収めた。
2000年5月7日、西日本ウェルター級新人王予選1回戦に出場し、尼崎アルカイックホールで現役京都大学医学部生ボクサーとして話題の川島実に4回判定で敗れ初の黒星。
2001年4月28日、葉狩納正に1度負け再戦で勝った後、西日本ウェルター級新人王予選に出場。アゼリア大正での1回戦で丸元大成に4回判定負けで敗退。
2002年10月6日、2戦2勝後西日本ウェルター級新人王戦に3度目の挑戦。1回戦を勝ち、室矢雅弘と大阪府立体育会館で西日本新人王を争うも2回KO負けで敗退。
2003年3月3日、スーパーウェルター級へ階級を上げ初の6回戦。前年の新人王予選で倒している近藤拳志を6R判定で下し、その後3勝1引分と負けなしを続ける。
2004年12月22日、日本スーパウェルター級王者クレイジー・キムに挑戦し敗退した石田順裕の復帰戦の相手に選ばれる。なんばグランド花月で行われたこの試合で10回判定負けで連勝ストップ。
2006年8月5日、2戦1勝1引分で日本スーパーウェルター級王者クレイジー・キムへの挑戦権を懸け、同級2位の松橋拓二と後楽園ホールで同級4位として戦う。0-3の8R判定負けで挑戦権を得られず。また松橋も怪我により挑戦できなかった。
2007年10月29日、1戦1勝後クレイジー・キムが返上し空位のOPBF東洋太平洋スーパーウェルター級王座決定戦を日高和彦と後楽園ホールで争い、10回判定負けで戴冠ならず。当初は呉必勝（韓国）と日高で争われる予定であったが、呉が辞退したために野中が出場した。

### 日本王座獲得
2008年9月22日、1戦1勝後石田順裕が世界戦準備のため返上し空位となった日本スーパーウェルター級王座決定戦を同級2位として、1位の古川明裕と大阪府立体育会館で行い、8回TKOで勝利し初の王座獲得に成功した。この試合中、右足首に剥離骨折を負った。
2008年12月27日、初防衛戦を尼崎アルカイックホールで同級1位の音田隆夫を迎えて行い、10回3-0で判定勝ちし防衛に成功。
2009年3月22日、大阪市立淀川区民センターにて第30回チャンピオンカーニバルで1位新井恵一と2度目の防衛戦を行った。4回、7回にダウンを奪い、7回1分38秒TKO勝利。戴冠試合以来、いずれも1位選手に対しての3連勝となった。

### 東洋太平洋王座獲得
2009年6月20日、後楽園ホールでリングネームを改めた飛天かずひこの持つOPBF東洋太平洋スーパーウェルター級王座に挑戦。1年8か月ぶりの再戦では2回に左フックでダウンを奪って攻勢をとり、3-0の8回負傷判定勝利で借りを返すとともに同王座を獲得した。野中はこの試合に対し、東日本ボクシング協会の平成21年6月度月間敢闘賞を受けた。
2009年11月1日、松下IMPホールで日本・OPBFの両王座を懸けて日本1位・OPBF2位の柴田明雄と対戦し、0-3の判定負けを喫して王座を失った。
2010年9月12日、10か月ぶりの再起戦でドミトリー・ニクーリン（ウクライナ）と対戦し、3-0の判定勝ちを収めた。
2011年3月27日、神戸サンボーホールでWBA世界スーパーウェルター級10位としてインドネシア同級3位のアデ・アルフォンス（インドネシア）と対戦し、10回3-0（100-88×3、100-89）の判定勝ちを収めた。

### 仲里・ATSUMIジムへの移籍
2011年12月10日、自身のブログで尼崎ボクシングジムから仲里・ATSUMIボクシングジムへの移籍を発表した。
2012年11月3日、大阪市立住吉区民センターでOPBF東洋太平洋ミドル級8位で韓国スーパーミドル級王者の郭京錫（韓国）と対戦し、10回3-0（79-74、79-75、77-75）の判定勝ちを収めた。
2012年12月、仲里・ATSUMIボクシングジムの分裂により西日本ボクシング協会初の女性会長である渥美富士子が会長を務め第21代・第23代日本スーパーウェルター級王者大東旭が会長代行を務める渥美ボクシングジム所属となった。
2013年2月17日、三田市のキッピーモール6F多目的ホールで日本ミドル級4位・OPBF東洋太平洋ミドル級4位としてリー・オティ（ニュージーランド）と対戦し、10回3-0（99-91、99-92、98-92）の判定勝ちを収めた。
2014年8月10日、大阪市立住吉区民センターにて、細川貴之の王座返上に伴う日本スーパーウェルター級王座決定戦を日本スーパーウェルター級2位として日本スーパーウェルター級3位で尼崎ジム時代の後輩、長島謙吾（角海老宝石）と行い、10回3-0（99-91、98-92、97-93）の判定勝ちを収め4年9ヵ月ぶりの王座返り咲きに成功した。
2014年12月28日、大阪市立住吉区民センターにて日本スーパーウェルター級1位のチャーリー太田と対戦し、10回2-1（96-95、95-96、97－93）の判定勝ちを収め初防衛に成功した。
2015年4月19日、大阪市立住吉区民センターで細川貴之と対戦し、10回1-1（96-95、95-96、96-96）の判定で引き分けたが2度目の防衛に成功した。

### 井岡弘樹ジムへの移籍
2015年11月25日、野中の渥美ジムから井岡弘樹ジムへの移籍が井岡弘樹会長から発表された。
2015年12月28日、大阪市立阿倍野区民センターで斉藤幸伸丸と対戦し、10回3-0（97-93、97-95、95-94）の判定勝ちを収め3度目の防衛に成功した。
2016年3月2日、IBFは野中をIBF世界スーパーウェルター級15位にランクインした。
2016年4月17日、大阪府立体育会館（エディオンアリーナ大阪）で清水優人と対戦し、10回3-0（97-93、98-93、99-92）の判定勝ちを収め4度目の防衛に成功した。
2016年7月20日、エディオンアリーナ大阪で丸木凌介と対戦し、10回3-0（97-95、97-94、98-94）の判定勝ちを収め5度目の防衛に成功した。
2016年12月28日、エディオンアリーナ大阪で行われた「CHANP FIGHT 01」で切間庸裕と対戦し、10回2分3秒TKO勝ちを収め6度目の防衛に成功した。
2017年3月14日、日本スーパーウェルター級王座を返上した。
2017年3月17日、WBAは野中をWBA世界スーパーウェルター級11位にランクインした。
2017年10月14日、オーストラリア・ブリスベンでWBOオリエンタル・スーパーウェルター級王者のデニス・ホーガンに挑戦したが、10回0-3（90-100×2、91-99）の判定負けを喫した。
2018年4月26日、後楽園ホールでOPBF東洋太平洋スーパーウェルター級・WBOアジア太平洋同級王者の井上岳志とIBF同級2位決定戦を行い、12回0-3（113-115、113-116、112-116）の判定負けを喫した。
2018年8月10日、エディオンアリーナ大阪第2競技場でタイ国ミドル級王者のナタワット・マサミンと対戦し、3-0（77-75,79-74×2）で判定勝ちを収めた。
2019年1月、西澤ヨシノリを抜き、日本ボクシングコミッション（JBC）男子2位の年長現役記録となった。

### WBOアジア太平洋王座獲得
2019年2月24日、エディオンアリーナ大阪第2競技場でOPBF東洋太平洋・WBOアジアパシフィックミドル級王者の細川チャーリー忍に挑戦、12回3-0（114-112×2、115-111）の判定勝ちを収め王座を獲得した。日本ジム所属男子選手としては、40歳で東洋太平洋ライトヘビー級王座を獲得した西澤ヨシノリを上回る41歳2ヶ月で、JBC公認タイトルの史上最年長奪取となった（女子の最年長記録は44歳7ヶ月でWBO女子世界アトム級王座を獲得した池山直、東洋太平洋王座の最年長は42歳1ヶ月で王座獲得したつのだのりこ。WBOアジアパシフィック王座は野中が男女通じて最年長）。
2019年6月10日付で、東洋太平洋王座を返上した。
2019年9月16日、エディオンアリーナ大阪第2競技場でWBOアジアパシフィックミドル級7位の梁賢敏（韓国）と対戦し、12回2-1（117-111、112-115、115-112）で判定勝ちを収め、初防衛に成功した。
2019年10月31日、ジムで会見を開き、アメリカでグレッグ・コーエンが代表を務めるプロモート会社GCPと3年契約を交わしたことを発表した。

### 渥美ジムへの復帰
2020年3月27日、渥美ジムに復帰したことを発表した。
2021年7月23日、エディオンアリーナ大阪第2競技場でWBOアジアパシフィックミドル級7位の越川孝紀を相手に防衛戦を行い、12回3-0（119-×2、115-113）で判定勝ちを収め、2度目の王座防衛に成功した。
2022年4月10日（日本時間）に藤岡奈穂子がアメリカでWBA女子世界フライ級王座から陥落したことに伴い、野中が男女通じて国内現役最年長王座保持者となった。

### 王座陥落
2022年7月24日、堺市産業振興センターで日本ウェルター級7位の能嶋宏弥を迎えてWBOアジアパシフィックミドル級王座の2度目の防衛戦に挑んだ。しかし、6回にダウンを喫し、一度は立ち上がるも猛攻撃を受けレフェリーストップ、1分1秒TKOで王座陥落となった。
2023年6月10日、エディオンアリーナ大阪第2競技場にて新たに創設される日本スーパーミドル級王座決定戦を日本同級2位の帝尊康輝と争い、この試合に勝てば45歳6ヶ月でのタイトル獲得となり、池山直を抜き男女通じて歴代最年長での王座戴冠となっていた。しかし試合は10回0-3（93-97×2、92-98）の判定負けとなり、歴代最年長の王座戴冠は次戦以降に持ち越しとなった。試合後、一度は進退を保留。

### ミツキジムへの移籍
2023年8月24日、9日付でミツキジムに移籍したことと9月17日に移籍初戦としてWBOアジアパシフィック・ライトヘビー級14位トエドサク・シナムとの再起戦を発表。3-0フルマークの判定で勝利し、横田広明が持っていた国内男子最高齢勝利記録を45歳9ヶ月で更新した。
2023年12月16日、堺市産業振興センターでパトゥエアン・シクンと対戦し、2回1分19秒に相手が右足を負傷し棄権のためTKO勝利、46歳6日で国内男子最年長勝利記録を自ら更新。横田広明が持っていた国内男子最年長KO勝利記録も更新。また、国内男女としても藤岡奈穂子の45歳10ヶ月を上回り、池山直の47歳2ヶ月に次いで歴代2位の年長勝利記録となっている。

### 日本人プロボクサー歴代最年長の王座戴冠（OPBF3階級制覇）
2024年4月6日、堺市産業振興センターで元IBF世界ミドル級王者にしてOPBF東洋太平洋同級7位の50歳サム・ソリマンと2019年12月に前王者ジェイド・ミッチェルが返上して以来4年4ヶ月間空位となっていたOPBF東洋太平洋スーパーミドル級王座決定戦で対戦し、12回3-0（115-114、115-113、118-110）の判定勝ちを収め王座獲得に成功したと同時に46歳3ヶ月でのタイトル獲得にして日本人プロボクサー歴代最年長での王座戴冠、さらにクレイジー・キム、ランディ・スイコに次いで史上3人目（女子も合わせると三好喜美佳に次いで4人目）にして日本出身では2人目（同3人目）のOPBF3階級制覇となった。この試合で自ら持っていた男子最年長勝利記録も更新したが、その記録は2025年6月22日に恵良敏彦に更新された。発表当初はOPBF東洋太平洋スーパーミドル級3位のローハン・マードックと対戦予定であったが、マードックが手首を負傷したためソリマンが代役出場することとなった。

### OPBF・WBO-AP王座統一戦
2025年4月26日、韓国・ソウルにて行われるフェニックスバトル・ソウルにてWBOアジアパシフィック王者尹徳魯との王座統一戦。OPBF王座防衛に成功すれば47歳4か月で日本選手としては男女通じて歴代2位の高齢記録となるタイトル防衛、勝利してWBOアジアパシフィック王座を獲得すれば最高齢勝利記録及び自身が持つ最高齢タイトル獲得記録をともに更新することになっていたが、3回TKOでOPBF王座陥落。

## 戦績
- アマチュアボクシング - 2戦 2勝
- プロボクシング - 54戦 38勝（11KO）13敗 3分

| 戦           | 日付           | 勝敗 | 時間     | 内容        | 対戦相手                               | 国籍             | 備考                                                     |
| ------------ | -------------- | ---- | -------- | ----------- | -------------------------------------- | ---------------- | -------------------------------------------------------- |
| 1            | 1999年11月22日 | ☆    | 1R 2:06  | TKO         | 濱田雄一（陽光アダチ）                 | 日本             | プロデビュー戦                                           |
| 2            | 2000年5月7日   | ★    | 4R       | 判定        | 川島実（京拳）                         | 日本             | 西日本ウェルター級新人王予選                             |
| 3            | 2000年9月13日  | ★    | 4R       | 判定        | 葉狩綱昌（グリーンツダ）               | 日本             |                                                          |
| 4            | 2001年2月26日  | ☆    | 4R       | 判定        | 葉狩綱昌（グリーンツダ）               | 日本             |                                                          |
| 5            | 2001年4月28日  | ★    | 4R       | 判定0-3     | 丸元大成（グリーンツダ）               | 日本             | 西日本ウェルター級新人王予選                             |
| 6            | 2001年8月17日  | ☆    | 4R       | 判定        | 藤田裕典（進光）                       | 日本             |                                                          |
| 7            | 2001年12月9日  | ☆    | 1R 2:55  | TKO         | 浅津伸悟（風間）                       | 日本             |                                                          |
| 8            | 2002年5月26日  | ☆    | 4R       | 判定3-0     | 近藤拳志（風間）                       | 日本             |                                                          |
| 9            | 2002年10月6日  | ★    | 2R 2:58  | KO          | 室矢雅弘（大阪帝拳）                   | 日本             | 西日本ウェルター級新人王決定戦                           |
| 10           | 2003年3月3日   | ☆    | 6R       | 判定3-0     | 近藤拳志（風間）                       | 日本             |                                                          |
| 11           | 2003年5月25日  | △    | 6R       | 判定1-0     | 神名健一郎（姫路木下）                 | 日本             |                                                          |
| 12           | 2003年9月7日   | ☆    | 2R 2:00  | TKO         | 呉健司（金沢）                         | 日本             |                                                          |
| 13           | 2004年5月9日   | ☆    | 1R 2:09  | KO          | ペッチチンチャイ・パラムユック         | タイ             |                                                          |
| 14           | 2004年9月18日  | ☆    | 8R       | 判定3-0     | 高橋隆介（八王子中屋）                 | 日本             |                                                          |
| 15           | 2004年12月22日 | ★    | 10R      | 判定0-3     | 石田順裕（金沢）                       | 日本             |                                                          |
| 16           | 2005年5月15日  | ☆    | 5R 1:52  | TKO         | 真木和雄（倉敷守安）                   | 日本             |                                                          |
| 17           | 2005年9月14日  | △    | 10R      | 判定1-0     | 松元慎介（進光）                       | 日本             |                                                          |
| 18           | 2006年1月10日  | ☆    | 8R       | 判定3-0     | 小松学（ワタナベ）                     | 日本             |                                                          |
| 19           | 2006年4月16日  | ☆    | 10R      | 判定3-0     | タノンサク・パランタイ                 | タイ             |                                                          |
| 20           | 2006年8月5日   | ★    | 8R       | 判定0-3     | 松橋拓二（帝拳）                       | 日本             | 日本スーパーウェルター級挑戦者決定戦                     |
| 21           | 2007年3月11日  | ☆    | 10R      | 判定3-0     | 桑名竜一（トヤマ）                     | 日本             |                                                          |
| 22           | 2007年8月26日  | ☆    | 10R      | 判定3-0     | 赤澤慎司（神拳阪神）                   | 日本             |                                                          |
| 23           | 2007年10月29日 | ★    | 12R      | 判定0-3     | 日高和彦（新日本木村）                 | 日本             | OPBF東洋太平洋スーパーウェルター級王座決定戦             |
| 24           | 2008年5月24日  | ☆    | 8R       | 判定3-0     | 如月紗那（六島）                       | 日本             |                                                          |
| 25           | 2008年9月22日  | ☆    | 8R 2:36  | TKO         | 古川明裕（ワールド日立）               | 日本             | 日本スーパーウェルター級王座決定戦                       |
| 26           | 2008年12月27日 | ☆    | 10R      | 判定3-0     | 音田隆夫（一力）                       | 日本             | 日本王座防衛1                                            |
| 27           | 2009年3月22日  | ☆    | 7R 1:38  | TKO         | 新井恵一（高崎）                       | 日本             | 日本王座防衛2                                            |
| 28           | 2009年6月20日  | ☆    | 8R 1:36  | 負傷判定3-0 | 飛天かずひこ（新日本木村）             | 日本             | OPBF東洋太平洋スーパーウェルター級タイトルマッチ         |
| 29           | 2009年11月1日  | ★    | 12R      | 判定0-3     | 柴田明雄（ワタナベ）                   | 日本             | 日本・OPBF陥落                                           |
| 30           | 2010年9月12日  | ☆    | 10R      | 判定3-0     | ドミトリー・ニクーリン                 | ウクライナ       |                                                          |
| 31           | 2011年3月27日  | ☆    | 10R      | 判定3-0     | アデ・アルフォンス                     | インドネシア     |                                                          |
| 32           | 2012年11月3日  | ☆    | 8R       | 判定3-0     | 郭京錫                                 | 韓国             |                                                          |
| 33           | 2013年2月17日  | ☆    | 10R      | 判定3-0     | リー・オティ                           | ニュージーランド |                                                          |
| 34           | 2013年9月23日  | ☆    | 4R 2:24  | TKO         | エーガポップ・モークルンテープトンブリ | タイ             |                                                          |
| 35           | 2014年5月6日   | ☆    | 6R 2:02  | KO          | 岡山翎洙（グリーンツダ）               | 日本             |                                                          |
| 36           | 2014年8月10日  | ☆    | 10R      | 判定3-0     | 長島謙吾（角海老宝石）                 | 日本             | 日本スーパーウェルター級王座決定戦                       |
| 37           | 2014年12月28日 | ☆    | 10R      | 判定2-1     | チャーリー太田（八王子中屋）           | アメリカ合衆国   | 日本王座防衛1                                            |
| 38           | 2015年4月19日  | △    | 10R      | 判定1-1     | 細川貴之（六島）                       | 日本             | 日本王座防衛2                                            |
| 39           | 2015年12月27日 | ☆    | 10R      | 判定3-0     | 斉藤幸伸丸（輪島功一S）                | 日本             | 日本王座防衛3                                            |
| 40           | 2016年4月17日  | ☆    | 10R      | 判定3-0     | 清水優人（木更津GB）                   | 日本             | 日本王座防衛4                                            |
| 41           | 2016年7月20日  | ☆    | 10R      | 判定3-0     | 丸木凌介（天熊丸木）                   | 日本             | 日本王座防衛5                                            |
| 42           | 2016年12月29日 | ☆    | 10R 2:03 | TKO         | 切間庸裕（折尾）                       | 日本             | 日本王座防衛6→返上                                       |
| 43           | 2017年10月14日 | ★    | 10R      | 判定0-3     | デニス・ホーガン                       | アイルランド     | WBOオリエンタルスーパーウェルター級タイトルマッチ        |
| 44           | 2018年4月26日  | ★    | 12R      | 判定0-3     | 井上岳志（ワールドS）                  | 日本             | IBF世界スーパーウェルター級2位決定戦                     |
| 45           | 2018年8月10日  | ☆    | 8R       | 判定3-0     | デンチャイ・ポーコーブクア             | タイ             |                                                          |
| 46           | 2019年2月24日  | ☆    | 12R      | 判定3-0     | 細川チャーリー忍（金子）               | 日本             | OPBF・WBOアジア太平洋ミドル級タイトルマッチ              |
| 47           | 2019年9月16日  | ☆    | 12R      | 判定2-1     | 梁賢敏                                 | 韓国             | WBOアジア太平洋防衛1                                     |
| 48           | 2021年7月23日  | ☆    | 12R      | 判定3-0     | 越川孝紀（一力）                       | 日本             | WBOアジア太平洋防衛2                                     |
| 49           | 2022年7月24日  | ★    | 6R 1:01  | TKO         | 能嶋宏弥（薬師寺）                     | 日本             | WBOアジア太平洋陥落                                      |
| 50           | 2023年6月10日  | ★    | 10R      | 判定0-3     | 帝尊康輝（一力）                       | 日本             | 日本スーパーミドル級王座決定戦                           |
| 51           | 2023年9月17日  | ☆    | 10R      | 判定3-0     | タードサック・シーナム                 | タイ             |                                                          |
| 52           | 2023年12月16日 | ☆    | 2R 1:19  | TKO         | ファソン・マノクチャイ                 | タイ             |                                                          |
| 53           | 2024年4月6日   | ☆    | 12R      | 判定3-0     | サム・ソリマン                         | オーストラリア   | OPBF東洋太平洋スーパーミドル級王座決定戦                 |
| 54           | 2025年4月26日  | ★    | 3R 3:09  | TKO         | 尹徳魯                                 | 韓国             | OPBF・WBOアジア太平洋スーパーミドル級王座統一戦 OPBF陥落 |
| テンプレート |                |      |          |             |                                        |                  |                                                          |

## 獲得タイトル
- 第29代日本スーパーウェルター級王座（防衛2）
- 第27代OPBF東洋太平洋スーパーウェルター級王座（防衛0）
- 第36代日本スーパーウェルター級王座（防衛6=返上）
- 第51代OPBF東洋太平洋ミドル級王座（防衛0=返上）
- WBOアジアパシフィックミドル級王座（防衛2）
- 第19代OPBF東洋太平洋スーパーミドル級王座（防衛0）